# عماد خاشقجي
عماد خاشقجي هو شخصية أعمال سعودي، ولد في 25 مارس 1968 في بيروت في لبنان.